# 奉天迫击炮厂
奉天迫击炮厂，又称辽宁迫击炮厂、五三工厂，是1922年奉系军阀张作霖在中国奉天省奉天市投资创办的兵工厂，其旧址位于辽宁省沈阳市沈河区惠工街泽工南巷62号。

## 历史沿革
1922年10月，张作霖在北大营成立修械司，制造迫击炮。修械司聘用英国人沙敦为负责人，李宜春协助。1926年6月，张作霖将修械司改成奉天迫击炮厂并下设炮弹厂、翻砂厂、制造厂等。1928年东北易帜后，因无战事需要，时任厂长李宜春将工厂改为民生工厂并聘请美国人麦尔斯为总工程师，生产制造载重汽车。1929年5月，工厂购置一辆美国瑞雪载重汽车进行研究分析。1931年5月31日，近代中国第一辆国产汽车——民生牌75型载货汽车在工厂下线。九一八事变后，工厂被日本关东军占用，后改为同和自动车工业。中国抗日战争结束后，工厂改称沈阳兵工署第九〇工厂。1949年9月，军工部第三兵工厂改称五三工厂。